# Iglesia de Nuestra Señora de la Ascensión (Lucena del Cid)

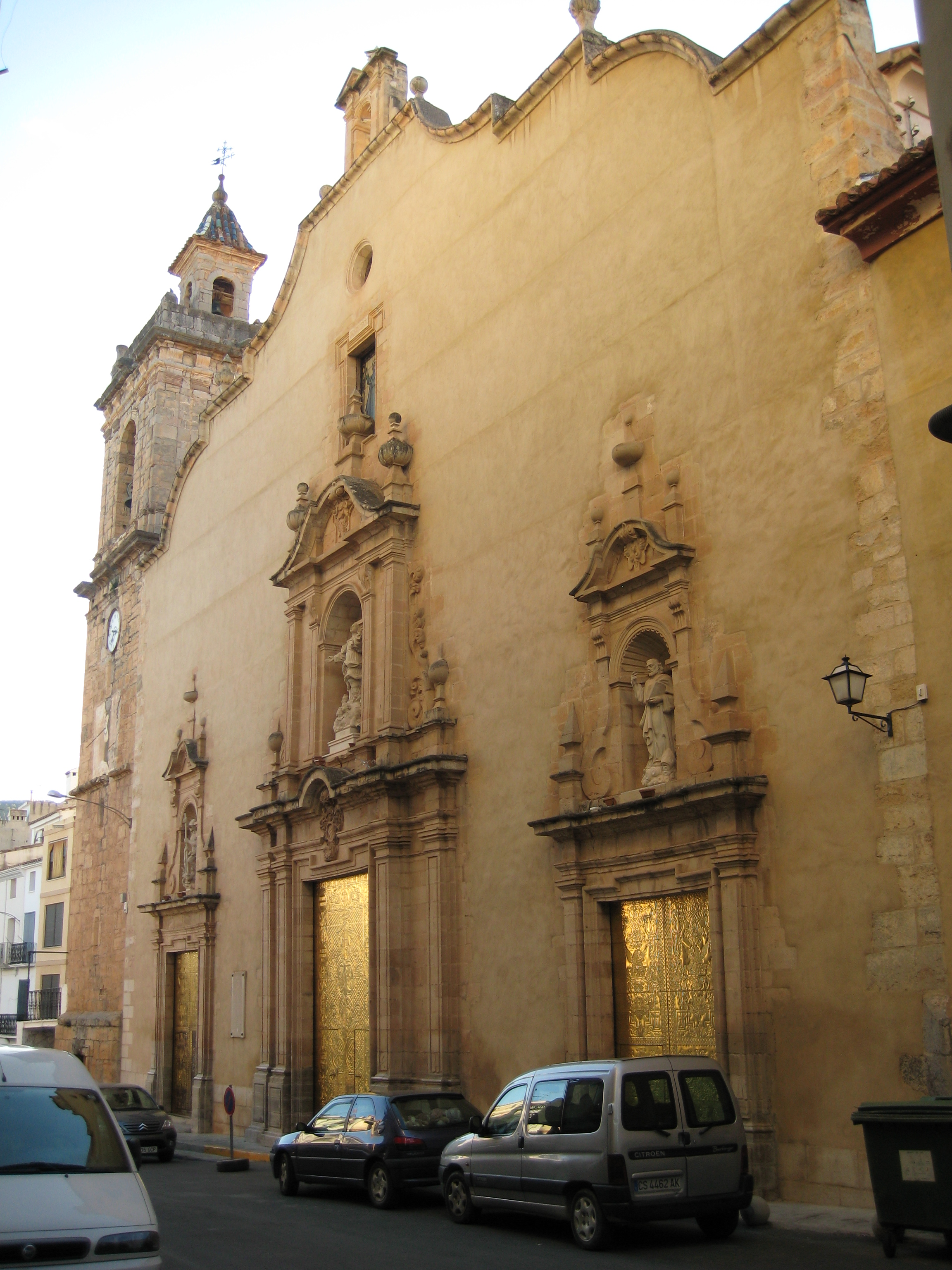
Fachada de la iglesia

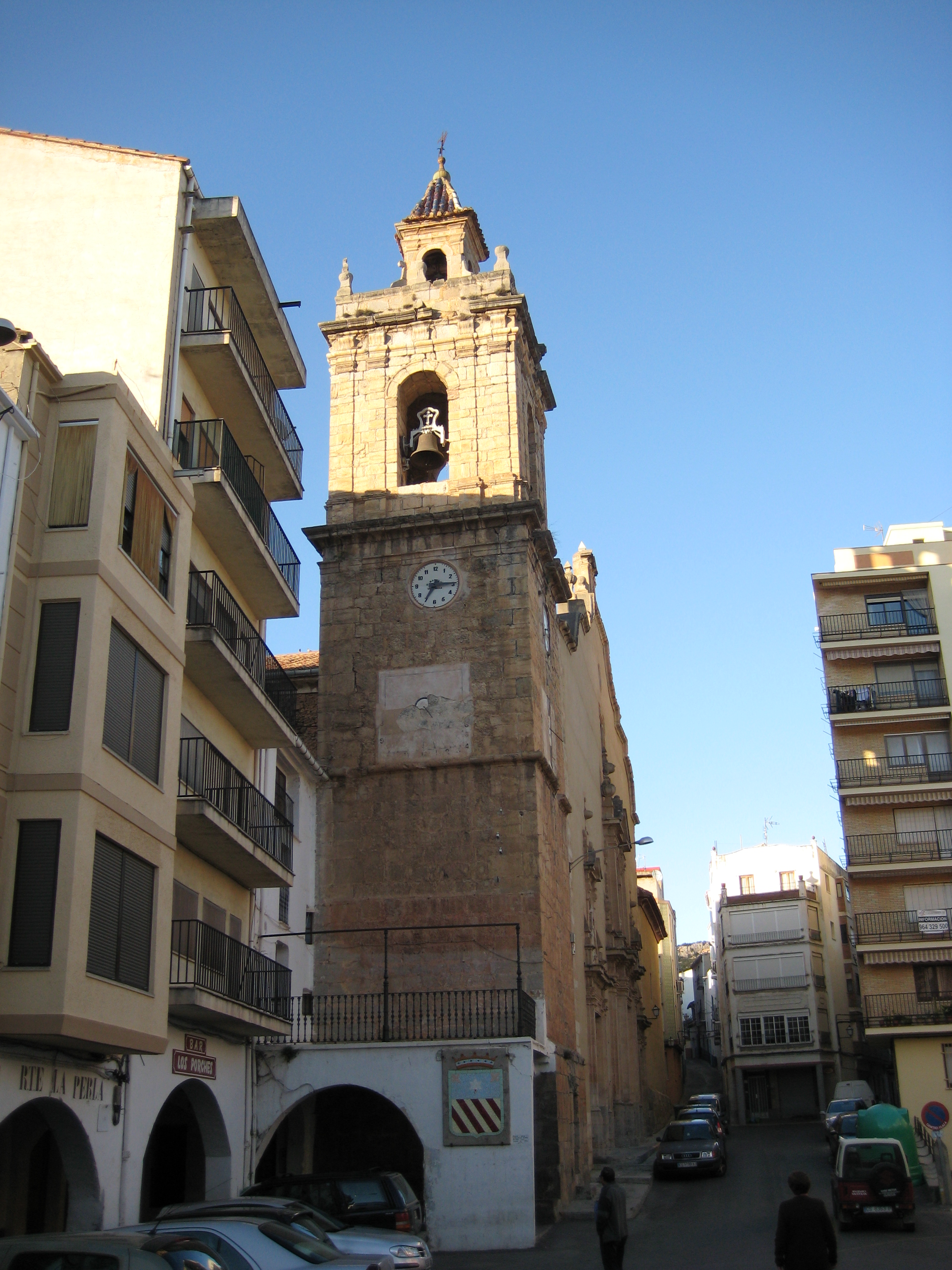
Campanario de la iglesia

La Iglesia Parroquial de Nuestra Señora de la Ascensión en Lucena del Cid (Provincia de Castellón, España). Es una obra de principios del siglo XVIII, comenzando su construcción en 1715 y consagrándose al culto en 1739. La totalidad de la construcción es debida al maestro Pedro Gonell.
Tiene una amplia fachada con tres puertas, la central, monumental y coronada por tres hornacinas donde se ubican, a derecha e izquierda, los patronos de la Villa, San Miguel Arcángel y San Hermolao, y en el centro la Virgen de la Asunción (Mare de Deu d'Agost) titular del templo. Está rematada por un frontón de barrocas curvas.
Cada una de las puertas conduce a una nave. La central es de orden corintio apoyada en dos órdenes de seis columnas en las que estriban arcos sajones. De sus impostas salen los arcos románicos que dan paso a las ocho capillas que componen las dos naves menores.
Su altar mayor, dedicado a la Virgen de la Asunción, era obra de los Hermanos Ochando y fue destruido, casi en su totalidad, en 1936. Testigos de su magnificencia son la "Gloria" del testero y los balconcillos del órgano, recamados con símbolos eucarísticos, que aún perduran.
Aprovechando el desnivel del terreno posee un hemiespeos, en parte cripta de enterramientos, al que se accede por la pina escalera que nace un poco antes del crucero, en el centro de la nave principal. En la actualidad es sede de un museo de orfebrería.
En un cuerpo adosado al templo, pero de construcción posterior -unos veinte años- se halla la capilla de la Comunión, del mismo orden arquitectónico que la obra principal.